# Алманах
Алманах (от арабски المناخ, ал-манах, „календар“) е разновидност на периодично издание, продължителен сборник от литературно-художествени и/или научнопопулярни произведения, обединени по различни критерии – тематичен, жанров, идейно-художествен и други.
В алманасите могат да се намерят различни статистики и дати, като например изгряването и залязването на слънцето и луната, приливите и отливите, църковни празници, светски празници и т.н. Съдържа информация от различни области на обществения живот със статистически данни за литературни новости, научни постижения, законодателни изменения и т.н., доближава се до календарен справочник.
За разлика от списанието, алманахът излиза обикновено веднъж на една или няколко години, или непериодично. Освен това алманахът може да бъде и издаден по определен повод (например годишнина от събитие).